# Sky Princess
Sky Princess è una nave da crociera della compagnia di navigazione Princess Cruises.

## Storia e caratteristiche
La costruzione della nave è iniziata nel 2016 con il taglio del primo troncone negli stabilimenti Fincantieri di Castellammare di Stabia, poi trasportato a Monfalcone per essere assemblato al resto dell'unità in realizzazione. Il 15 ottobre 2019 Sky Princess è stata consegnata all'armatore .
Da un punto di vista tecnico, è alimentata da 4 motori Wärtsilä 12V46F, di cui 2 da 14400 kW e 2 da 16800 kW e, nonostante la velocità di crociera sia di 22 nodi, può raggiungere una velocità massima di 23. Delle 1830 cabine, 1064 (l'81%) sono dotate di balcone. 
La nave è l'attuale ammiraglia della flotta Princess Cruises.

## Navi gemelle
- Discovery Princess
- Enchanted Princess
- Royal Princess
- Regal Princess
- Majestic Princess
- Britannia